# Strongylosoma montivagum
Strongylosoma montivagum är en mångfotingart som beskrevs av Carl 1912. Strongylosoma montivagum ingår i släktet Strongylosoma och familjen orangeridubbelfotingar. Inga underarter finns listade i Catalogue of Life.